# NGC 4597
NGC 4597 ist eine lichtschwache Balken-Spiralgalaxie vom Hubble-Typ SBc im Sternbild Jungfrau auf der Ekliptik. Sie ist schätzungsweise 42 Millionen Lichtjahre von der Milchstraße entfernt und hat einen Durchmesser von etwa 50.000 Lichtjahren.

Im selben Himmelsareal befinden sich u. a. die Galaxien NGC 4593, NGC 4602, NGC 4604, IC 804.
Das Objekt wurde am 22. Februar 1787 vom deutsch-britischen Astronomen Wilhelm Herschel mit einem 18,7-Zoll-Spiegelteleskop entdeckt, der sie mit „F, vL, bM“ beschrieb.